# Liaison à courant continu Cahora Bassa

Liaison Cahora Bassa

La liaison à courant continu Cahora Bassa est une ligne électrique à courant continu reliant la centrale hydroélectrique de Cahora Bassa sur le fleuve Zambèze, au Mozambique, à Johannesbourg en Afrique du Sud.

## Caractéristiques générales
Elle a une longueur de 1 420 km, une puissance nominale de 1 920 MW et une tension nominale de ±533 kV ce qui est la plus haute tension pour l'époque dans une installation à courant continu. Elle est bipolaire avec un retour par la terre. Ses valves sont parmi les premières à utiliser des thyristors. Elles ont également la particularité d'être extérieures et d'avoir un refroidissement à huile. Elle a été mise en service en plusieurs étapes entre mars 1977 et juin 1979. Le poste d'Eel River a certes été mis en service avant Cahora Bassa, mais a été commandé après. C'est également la première ligne HVDC en Afrique, et la première au monde à dépasser la tension continue de 500 kV. Le projet est qualifié par Allen Isaacman et Chris Sneddon d'éléphant blanc.

## Histoire

### Construction
Cahora Bassa est commandé en 1969 par la société sud-africaine Eskom et Hydroelectrica da Cahora, HCB, une société possédée par le gouvernement portugais par le Mozambique. En 1974, le premier en possédait 82 %, le second 18 %. Elle a été construite par un consortium, appelé ZAMCO, composé de  BBC, AEG-Telefunken et Siemens pour un prix de 515 millions de dollars. Electricidade de Moçambique est également présent dans les négociations. ESCOM doit alimenter en électricité le sud du Mozambique grâce à une ligne de 132 kV en échange de l'approvisionnement électrique reçu de Cahora Bassa. L'accord est suspendu dans les années 1980 grâce à la clause de force majeure.
Le poste de conversion en Afrique du Sud s'appelle Apollo, celui au Mozambique Songo.

### Guerre et reconstruction
Lors de la guerre civile du Mozambique, la ligne est victime de nombreuses attaques du RENAMO. Début 1981, la ligne ne fonctionne qu'à 50 % de sa capacité à la suite du dynamitage de certains pylônes. La ligne est réparée en six mois. Des cas similaires se reproduisent alors régulièrement. La liaison est hors service de 1985 à 1997 à cause de la guerre civile du Mozambique. 
En 1988, HCB et ESCOM signe un accord. HCB s'engage à livrer 1 450 MW d'électricité depuis Cahora Bassa.
À la fin de la guerre en 1992, la ligne est fortement endommagée. La quasi-totalité de la ligne aérienne située au Mozambique doit être remplacée. Cette opération dure de 1995 à la fin de 1997 et coûte environ 130 millions de dollars américains. Elle est financée conjointement par l'Afrique du Sud, le Portugal, l'Union européenne, la banque européenne d'investissement et la Caisse française de développement. La ligne est remise en service en octobre 1997 après rénovation par Siemens et retrouve sa pleine capacité en 1998,,.
L'Afrique du Sud et HCB ne parviennent cependant pas à se mettre d'accord sur le prix de l'électricité. En effet, ESCOM a une surcapacité de production électrique et n'a que peu besoin de l'électricité du Mozambique, d'un autre HCB affirme que le prix de 2 centimes le kWh décrété en 1969 n'est plus d'actualité. La livraison d'électricité reprend donc en 1998 avant d'être rapidement interrompue. La ligne fonctionne de nouveau en mars 1999, un accord provisoire est trouvé fin 2000 ce qui suspend la procédure d'arbitrage en cours. ESCOM paie alors 165 millions de Rand. Les négociations sont cependant interrompues fin 2001. En août 2003, un prix de 4,6 centimes de dollars américains par kWh est convenu,,.
Fin 2001, le Mozambique souhaite devenir majoritaire dans le capital de HCB. Le mémorandum du 2 novembre 2007 décrète que le Mozambique devient responsable de la liaison située sur son territoire à partir de la fin 2007 en lieu et place du Portugal. Le Mozambique monte à 85 % des parts de HCB. En contrepartie, le Mozambique s'engage à verser 950 millions de dollars américain au Portugal en dédommagement pour la reconstruction et la maintenance du barrage après la guerre. Ces opérations avaient en effet forcer le gouvernement portugais à engager environ 2,5 milliards de dollars américains. En 2012, le Portugal solde sa part dans HCB pour 42 millions de dollars américains qui appartient dorénavant en totalité au Mozambique.

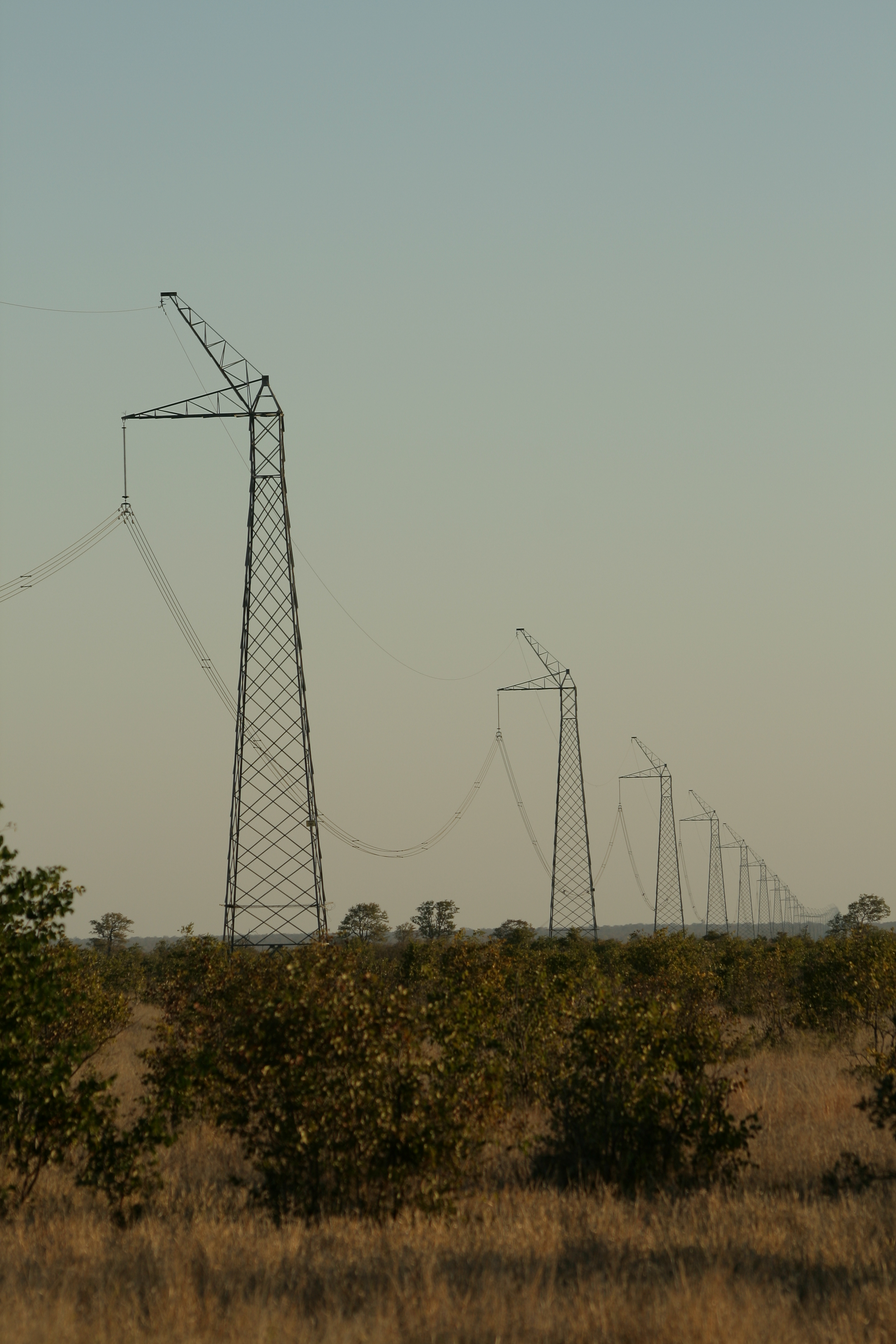
Ligne à tension continue de Cahora Bassa

## Rénovation du poste d'Apollo 2006-2009

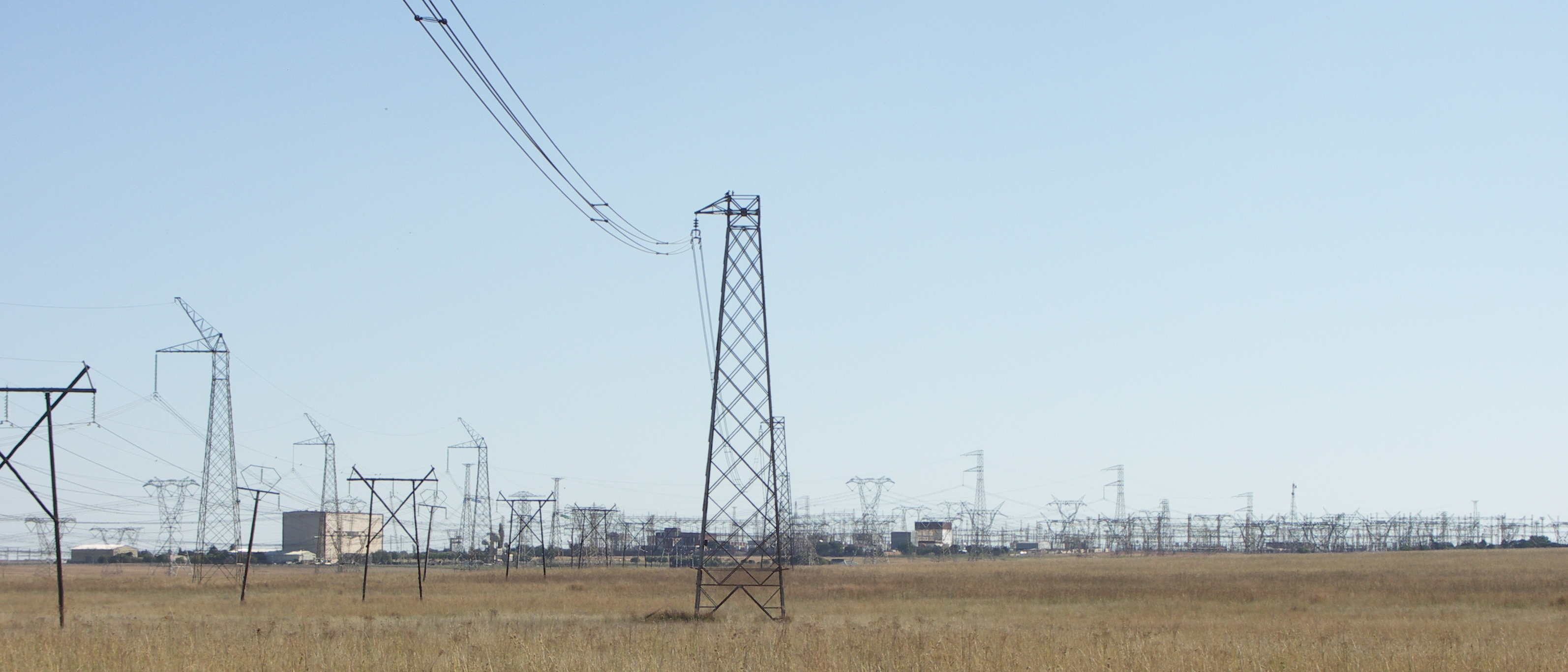
Poste de conversion d'Apollo et une ligne de distribution. Les hauts pylônes sur la gauche sont ceux de la ligne HVDC. La ligne au centre avec un seul conducteur conduit à l'électrode

En 2006, ABB remporte un contrat pour remplacer les thyristors du poste d'Apollo. Le nombre de défauts croissants sur l'installation motive la rénovation. Les nouvelles valves, simples, utilisent un refroidissement à eau et une isolation à air. Les thyristors ont un diamètre de 125 mm pour une tension nominale de 8,5 kV. Ainsi 36 thyristors en série forment une valve, au lieu de 280 auparavant. La tension nominale est maintenant de 600 kV et le courant nominal de 3 300 A. Les filtres AC ont également été remplacés,,.

## Données techniques
| Mise en service                   | mars 1977 - juin 1979 | en construction    |
| Fabricant                         | BBC, AEG, Siemens     | ABB                |
| Tension nominale                  | ±533 kV               | ±600 kV            |
| Puissance nominale                | 1 920 MW              | 2500 puis 3 960 MW |
| Courant maximum admissible        | 1 800 A               | 3 300 A            |
| Type de valve                     | thyristors            | thyristors         |
| Refroidissement des valves        | à huile               | à eau              |
| Inductance des bobines de lissage | 0,83 H                |                    |
| Position des bobines de lissage   | côté haute tension    |                    |

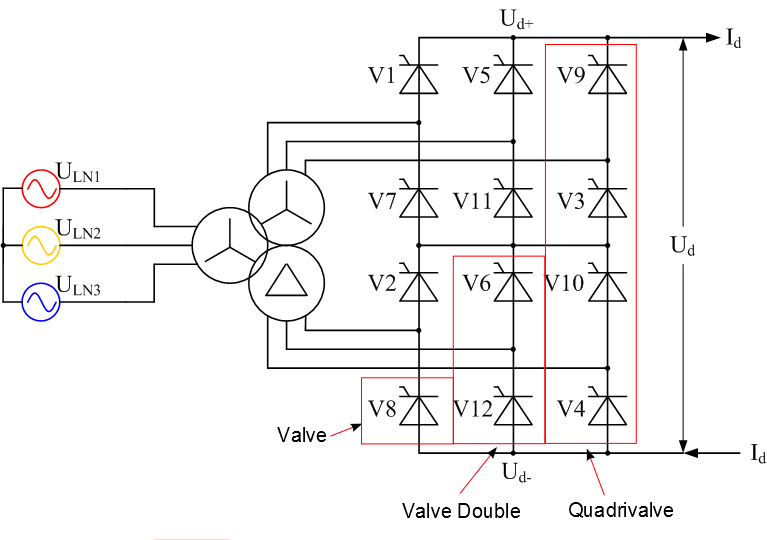
Les thyristors du poste de Lucciana sont regroupés en six tours, dites valves doubles

Dans les quatre ponts installés en premier, les valves doubles sont composées de 280 niveaux de thyristors en série, chacun ayant deux thyristors en parallèle. Dans les quatre autres, elles sont composées de 192 niveaux de thyristors en série avec également deux thyristors en parallèle.
Les valves ne sont pas situées dans un bâtiment propre comme pour la plupart des installations à courant continu, mais à l'extérieur. Le refroidissement à huile est également original, seul le poste de Shin Shinano utilise une technologie similaire.
Tous les transformateurs sont monophasés à deux enroulements. Au poste d'Apollo, ils ont une puissance apparente de 90,8 MVA, la tension côté courant alternatif est 322 kV, le régleur en charge a une plage de ±16 %. Au poste de Songo, ils ont une puissance de 96,7 MVA, la tension côté courant alternatif est 220 kV et le régleur en charge a également une plage de ±16 %.

### Lignes
Deux lignes en parallèle relient les deux postes de conversion. Chacune porte quatre conducteurs de section 565 mm2 pour le transfert de puissance et un câble de garde de section 117 mm2.

### Électrodes
L'électrode au Mozambique est distante de 15 km du poste de Songo. Elle est formée de cinq barres de graphite de diamètre 100 mm et d'une longueur de 60 m. Elles sont placées dans du charbon jusqu'à une profondeur de 30 m et espacées de 10 m entre elles. La résistance totale de l'électrode est de 0,03 ohm. En Afrique du Sud, l'électrode se trouve à 7 km du poste d'Apollo. Elle est aussi constituée de barres de graphique au nombre de quatre, d'un diamètre de 300 mm. Elles descendent jusqu'à une profondeur de 130 m.

## Coordonnées
| Site                                       | Coordinates                  |
| ------------------------------------------ | ---------------------------- |
| Poste de conversion d'Apollo               | 25° 55′ 11″ S, 28° 16′ 34″ E |
| Électrode en Afrique du Sud                | 25° 50′ 04″ S, 28° 24′ 02″ E |
| Frontière pour la ligne connecté au pôle 1 | 22° 32′ 06″ S, 31° 20′ 39″ E |
| Frontière pour la ligne connecté au pôle 2 | 22° 31′ 15″ S, 31° 20′ 22″ E |
| Poste répéteur de Gamaboi                  | 23° 55′ 36″ S, 29° 38′ 32″ E |
| Poste répéteur de Catope                   | 18° 01′ 00″ S, 33° 12′ 18″ E |
| Électrode au Mozambique                    | 15° 43′ 20″ S, 32° 49′ 04″ E |
| Poste de conversion de Songo               | 15° 36′ 41″ S, 32° 44′ 59″ E |